# エイミー (女優)
エイミー（Amy、2006年10月21日 - ）は、日本の女優、タレント。群馬県出身。Unlock（Uniiique系列）所属。

## 概要・略歴
- 2022年6月、AbemaTV「今日、好きになりました。皐月編」に出演。
- 2022年7月、集英社『週刊ヤングジャンプ』主催の『制コレ22』で準グランプリを松島かのんと同時受賞（グランプリは蓬莱舞）。
- 2023年3月31日をもって、スターダストプロモーションを退所したことを自身のInstagramにて報告。同日付で『制コレ22』も任期途中で降板。その後7月より、ジョブ・ネット/ASUNA系列の芸能事業部 Uniiiqueに移籍。さらに2025年4月より同系列事務所Unlock（アンロック）に社内移籍。

## 人物
- 血液型AB型。身長168.1cm。群馬県出身[1]。
- 趣味：ジェルネイル作り、料理、家具、アニメ、ヘアアレンジ[1]。『アイカツプラネット!』で演じる栗六杏[2]。
- 特技：歌・変顔、腹話術[1]
- 3カ国のクォーターであり、きれかわで圧倒的なビジュアルが特徴。
- 『アイカツプラネット！』のオーディション合格を電話で伝えられた時はその場で号泣。嬉しさのあまり電話しながら走って家族全員に報告しにいったという[3]。
- 『アイカツプラネット！』に主要キャストとして出演するのにあたり「最年少として可愛く元気に全力でアイカツ！していきます！」と意気込んだ[4]。

## 出演

### テレビ
- アイカツプラネット!（2021年1月10日 - 6月27日、テレビ東京系列） - 栗六杏 / アン 役[5][6][7][8]
  - 主要キャスト8名によるアイドルユニット「STARRY PLANET☆」のメンバー。

### 映画
- 劇場版アイカツプラネット!（2022年7月15日） - 栗六杏 / アン 役[9]

### ゲーム
- アイカツプラネット!（2021年2月25日-2023年3月30日データカードダス） - アン 役

### 雑誌
- 週刊ヤングジャンプ（2022年4月7日、4月21日、7月21日、集英社） - 制コレ22ファイナリスト・準グランプリとして[10]

### web
- YouTube
  - 「アイカツプラネット!ステーション」[11] - チャンネル登録者数 18万人以上
    - メンバー紹介、ドッキリ、バラエティ企画、データカードダス対決、リアクション王決定戦などの動画に出演。

  - 「ジュキぱっぱ」
    - コラボ動画として、初対面でデートを行った。[12]

- TikTok（コラボ動画）
  - ローカルカンピオーネ[13]
  - ponnsuke15[14]

- 今日、好きになりました。（AbemaTV）
  - 皐月編（2022年5月9日 - 6月6日）[15]

## 受賞歴
- 制コレ22 準グランプリ [16]